# ألفريدو غارسيا غرين
ألفريدو غارسيا غرين (بالإسبانية: Alfredo García Green)‏ هو سياسي مكسيكي، ولد في 29 ديسمبر 1953 في ولاية باها كاليفورنيا سور في المكسيك. حزبياً، نشط في حزب العمل الوطني.